# Sašo Sviben
Sašo Sviben, riportato anche come Sasa Sviben (Celje, 10 gennaio 1973), è un ex ciclista su strada sloveno.
Vinse i campionati sloveni sia in linea che a cronometro nel 1997. Corse per squadre di seconda e terza fascia restando escluso dai circuiti del grande ciclismo; prese comunque parte alla rassegna iridata di San Sebastián 1997 nella prova a cronometro.

## Palmarès
- 1993 (una vittoria)

Campionati sloveni, Prova a cronometro
- 1997 (due vittorie)

Campionati sloveni, Prova in linea
Campionati sloveni, Prova a cronometro
- 1998 (Krka - Telekom Slovenije, una vittoria)

Grand Prix Puch Ptuj
- 2001 (Stabil - Steiermark, due vittorie)

Kettler Classic-Südkärnten (Völkermarkt)
Giro del Medio Brenta
- 2002 (Team Nürnberger, una vittoria)

Rund um die Hainleite

## Piazzamenti

### Competizioni mondiali
- Campionati del mondo

Agrigento 1994 - Cronosquadre: 8º
San Sebastian 1997 - Cronometro Elite: 35º